# Farce (Küche)
Farce (französisch für „Füllung“) oder Füllsel ist eine Masse aus feingehacktem, im Fleischwolf gemahlenem, im Kutter zerkleinertem oder im Mörser zerstoßenem Fleisch, Fisch oder Gemüse, die kräftig gewürzt und mit z. B. Eiweiß, Rahm oder Bechamel gebunden wird. Besonders feine Farcen werden noch durch ein Sieb gestrichen.

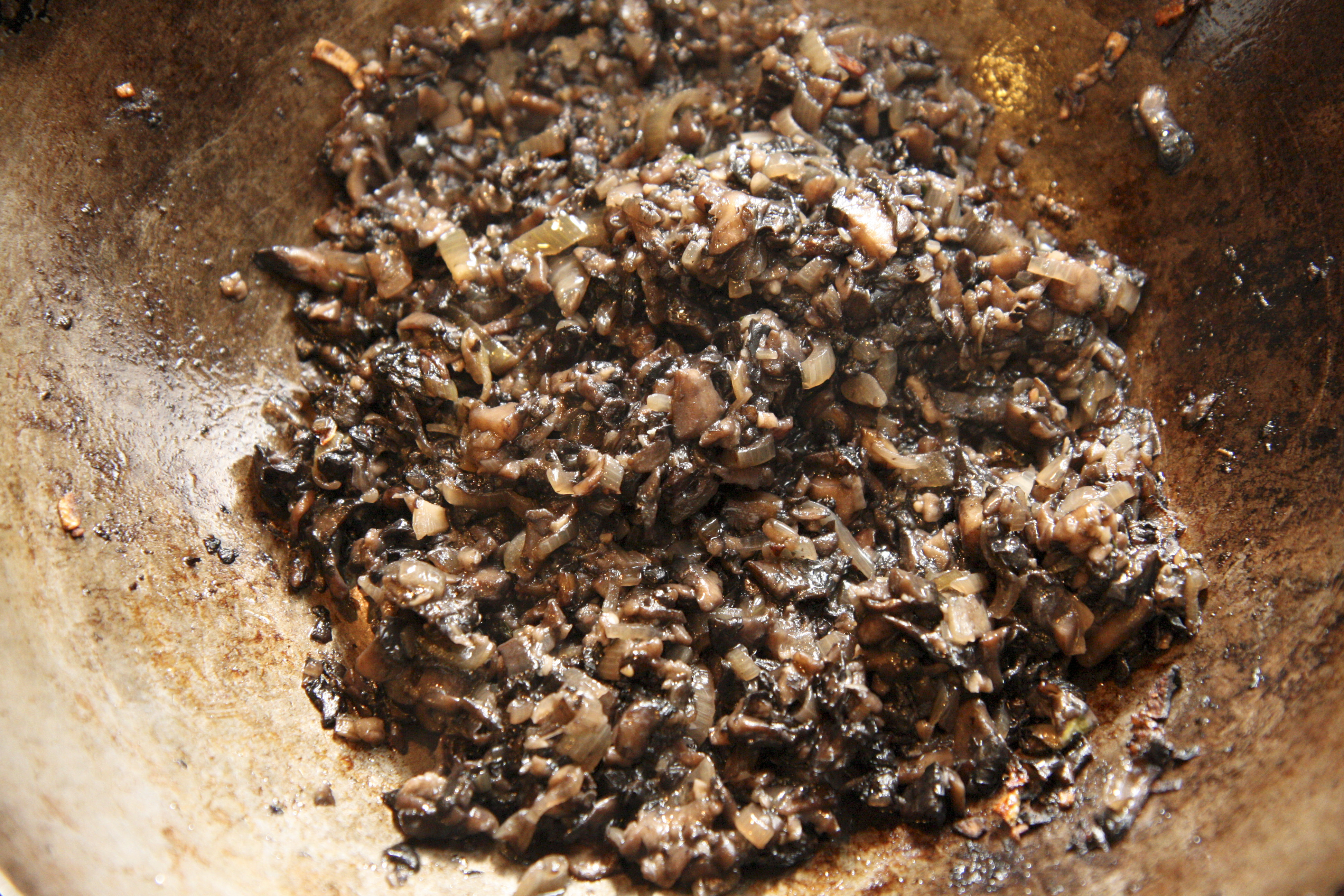
Zubereitung von Duxelles als Farce aus fein gehackten Pilzen

Farcen werden oft zur Füllung von Pasteten, Galantinen und Gemüsen, Geflügel, Fisch oder entsprechend vorbereiteten Fleischteilen verwendet. Sie können auch zum Gratinieren oder, zu Klößchen geformt, als Beilage oder Suppeneinlage verwendet werden.
Vom Wort „Farce“ leitet sich der vor allem in Österreich gebräuchliche Begriff „Faschiertes“  ab. Auch der russische Begriff „фарш“ [farʂ] für Faschiertes/Hackfleisch leitet sich vom französischen „Farce“ ab.

## Historisches
Raffiniert zubereitete Farcen sind typisch für die französische und auch italienische Küche und gehen ursprünglich auf Fruchtfüllungen zurück, wie sie bereits in der Vorantike im westlichen Mittelmeer-Raum und in Gallien verbreitet waren. Vor der Zeit des Gewürzhandels wurden regional verfügbare Kräuter, Nüsse und Pilze, auch Innereien (Leber) in die Füllungen verarbeitet. Im nördlicher gelegenen germanischen Kulturkreis war die Küche traditionell bodenständiger und weniger raffiniert, auf Füllung wurde verzichtet, oder sie bestanden meist aus süßen Früchten, Beeren und vor allem Äpfeln. Im ausgehenden Mittelalter hat der aufblühende Handel die Tradition nach Norden getragen und mit den jeweiligen regionalen Gepflogenheiten vermischt.

## Formen der Farce
- Duxelles: Würzige Farce aus sehr fein gehackten oder gemahlenen Pilzen (meist Champignons) und Schalotten.
- Fischfarce: Rohen Fisch (z. B. Hecht) und Eierpanade zu gleichen Teilen mit Ei vermengen.
- Fleischfarce: Rohes Schweinefleisch, Weißbrot, Sahne, gedünstete Zwiebeln vermischen und mit Madeira abrunden. Fleischfarce kann mit Geflügelleber, Sellerie, Maronen, Pilzen usw. variiert werden.
- Geflügelfarce: Gekochtes Geflügelfleisch, Ei und Sahne vermengen und mit Weinbrand parfümieren.
- Geflügelleberfarce: In Butter angebratene Lebern pürieren und mit Ei und Sahne binden.
- Schaumfarce (Mousselinefarce): Kalb-, Geflügel- oder Wildfleisch sehr fein mahlen, mit Eiweiß binden, kühlen und Sahne unter die Masse ziehen. Kann auch mit Fisch zubereitet werden.